# Bamir Topi

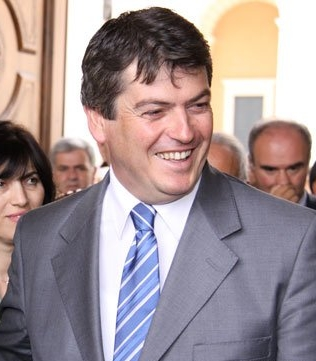
Bamir Topi (2008)

Bamir Myrteza Topi hörenⓘ (* 24. April 1957 in Tirana) ist ein albanischer Politiker. Er ist Parteivorsitzender des Neuen Demokratischen Winds. Von 2007 und 2012 war er Staatspräsident Albaniens.

## Leben

### Studium und Zeit als Wissenschaftler
Bamir Topi studierte in der damaligen kommunistischen Volksrepublik Albanien zunächst Veterinärmedizin an der Landwirtschaftlichen Universität Tirana. Zudem erlangte er den Titel eines Doktors der Philosophie. 1984 begann er seine Tätigkeit als Wissenschaftler am Institut für veterinäre Wissenschaftsforschungen in Tirana, wo er bis 1995 tätig war. Noch während der Zeit der Diktatur wurde ihm erlaubt 1987 ein Postgraduales Studium in Italien im Bereich Molekularbiologie zu absolvieren Nach seiner Rückkehr aus Italien im Jahr 1990 wurde er zum Direktor des Instituts für Lebensmittelsicherheit und Veterinärmedizin berufen. Diese Funktion hielt er über die demokratischen Wende in Albanien im jähr 1991 und darüber hinaus bis 1995 inne.

### Erste politische Erfahrungen
Nach dem Ende seiner Tätigkeit am Institut für Lebensmittelsicherheit und Veterinärmedizin engagierte er sich politisch in der Demokratischen Partei (PD). 1996 wurde er erstmals als Abgeordneter ins Albanische Parlament gewählt. In seiner Zeit als Abgeordneter war er zweimal Vorsitzender der PD-Fraktion. In den Jahren 1996/97 war er kurz Minister für Landwirtschaft und Ernährung. 

### Jahre als Staatsoberhaupt

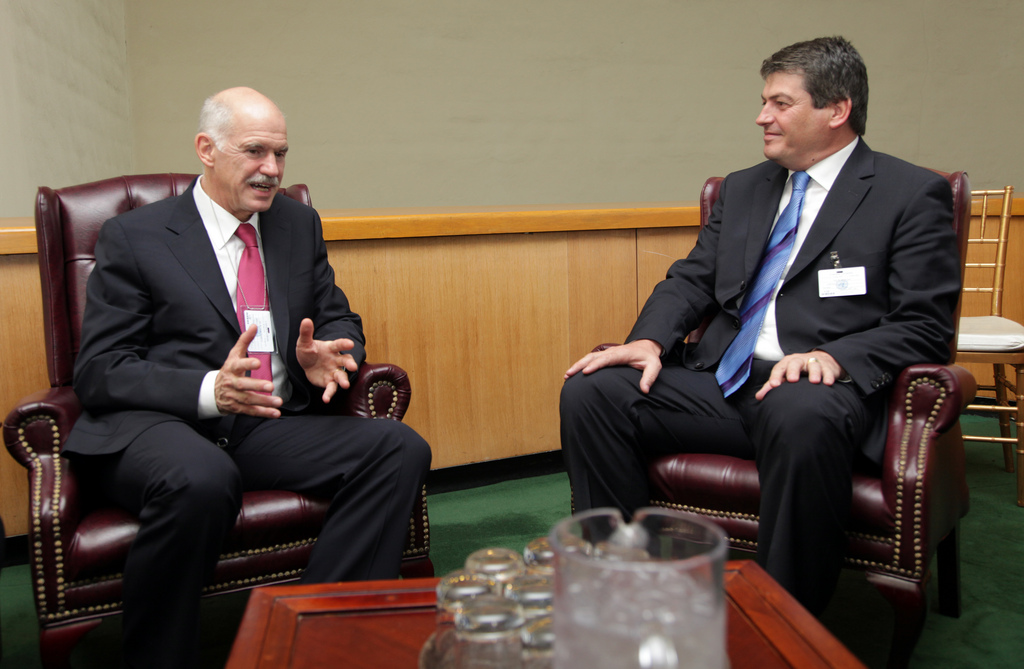
Der ehemalige griechische Ministerpräsident Giorgos A. Papandreou und Bamir Topi in New York (2010)

Am  20. Juli 2007 wurde Bamir Topi im vierten Wahlgang vom Parlament zum Präsidenten Albaniens gewählt. Dabei wurde er von sechs Abgeordneten der seinerzeit oppositionellen Sozialistischen Partei (PS) gewählt, während die Mehrheit der Sozialisten die Abstimmung boykottierte. Topi war zu diesem Zeitpunkt stellvertretender Vorsitzender der Demokratischen Partei. Am 24. Juli trat Topi die Nachfolge von Staatspräsident Alfred Moisiu an. Im Sommer 2012 endete Bamir Topis Amtszeit Nachfolger wurde Bujar Nishani.
Nach seiner Wahl zum Präsidenten verschlechterten sich die Beziehungen wegen großer Meinungsverschiedenheiten zwischen Topi und dem Parteivorsitzenden der PD und Ministerpräsidenten Sali Berisha immer mehr. Nach blutigen Protesten der Sozialisten mit vielen Verletzten und Toten gegen die Regierung Berisha bekundete Berisha am 21. Januar 2011 (siehe hierzu Politische Krise in Albanien 2009–2013) beschuldigte Berisha das Staatsoberhaupt öffentlich, gemeinsam mit den Sozialisten einen Staatsstreich durchführen zu wollen. Bamir Topi reagierte zur Aussage des Premiers zunächst nicht, forderte jedoch, dass die Schuldigen für die drei Todesopfer der Proteste zur Rechenschaft gezogen werden müssten.
Topi bereitete die Gründung einer neuen Partei vor, der Aleanca Kuq e Zi (Allianz Rot-Schwarz, in Anspielung auf die Farben der albanischen Nationalflagge) der weitere prominente Mitglieder der PD (u. a. Gazmend Oketa) beitraten, die die den Kurs von Berisha nicht unterstützten. In unabhängigen Medien Albaniens wurde das Vorhaben als eine „neue Chance für die Politik des Landes“ gewertet.
In einem Interview am 29. September 2011 in Top Channel erklärte Bamir Topi öffentlich zum ersten Mal seine Inakzeptanz gegenüber der Politik von Sali Berisha. Er bestätigte zudem offiziell sein Vorhaben für die Gründung einer neuen Partei, deren Vorsitzender er sein wird. Sie wird sich im rechten Spektrum einordnen. Eine erneute Kandidatur zum Staatsoberhaupt schloss Topi nicht aus, wobei er seine Chancen bei  auf eine Wiederwahl als sehr gering einschätzte.

### Neue Partei
Im September 2012 wurde Topi zum Vorsitzenden der neuen Partei Neuer Demokratischer Wind gewählt. (alb. Fryma e Re Demokratike) gewählt. Die Partei strebte an, eine konstruktive Rolle in der vom Dauerkonflikt der beiden großen Parteien PD und PS geprägten politischen Landschaft des Landes einnehmen zu wollen.

## Privates
Topi ist mit Teuta Topi verheiratet und hat zwei Töchter, Nada und Etida. Er ist zudem Ehrenpräsident des FK Tirana.

## Auszeichnungen
- Skanderbeg-Orden, 2007
- Ehrendoktor der Universität Prishtina, 25. Januar 2008
- Ehrenbürgerschaft von Pristina, 26. Januar 2008
- Kroatischer Orden von König Tomislav, 2009